# 公安县
公安县是湖北省荆州市所辖的一个县，位于湖北省中南部边缘，长江南岸。总面积为2257.5平方公里，其中南北长约75公里，东西最宽处为51公里。常住总人口为74.7万人，其中99.9%为汉族，方言为西南官话。公安古称梅园，最早建县于汉高祖五年（公元前202年），当时称孱陵。后因东汉末年左將軍刘备领荆州牧，驻军于油江口（今斗湖堤镇），时人称他为“左公”，“公安”便是取“左公安营扎寨之地”之意得名。此外公安也有“三袁故里”、“百湖之县”、“七省孔道”等别称。縣人民政府駐鬥湖堤鎮。

## 历史

### 汉、三国、晋
公安建县于汉高祖五年（公元前202年），当时称孱陵，管辖区相当于现在的公安、石首、监利及湖南的安乡、津市、澧县、南县、华容等地。汉平帝元始二年（公元2年）从孱陵分出华容县（管辖区相当于现在的监利、石首及湖南华容一带）。新莽时期一度改县名为孱陆，在光武帝即位后恢复为原名，并于建武六年（公元30年）将高成县（今为松滋）并入孱陵，建武十六年（公元40年）又将今湖北安乡、津市和澧县等地分出新置唐县。
赤壁之战之后，荆州被孙刘联军取得。刘备于战争胜利后的第二年，也就是汉献帝建安十四年（209年）领荆州牧，率军扎营于油江口处，称左将军，并取“左公安营扎寨之地”之意将孱陵改名为公安，此为公安县得名之始。十年后，即建安二十四年（公元219年），孙权派大将吕蒙袭取荆州后，任命他为南郡太守，封孱陵侯，于是公安又改回原名孱陵。
晋武帝统一中国后，在太康元年（公元280年）再从孱陵分出江安县。五胡乱华时，汉族大举南迁，于是晋成帝咸康三年（337年）从孱陵县中侨置松滋县，用以安置由豫州松滋县迁来的侨民。

### 南朝、隋、唐、宋
梁正平元年（公元548年），将原本从孱陵中分出的江安县改名为公安县。隋文帝开皇九年（589年）又将孱陵县和侨置的永安县并入公安县，并一度改名为公安镇，但很快就恢复为县。此时的公安县属荆州总管府南郡。同时，孱陵之名又成为了作唐县的新名，属澧阳郡。
之后公安之名便固定下来了。唐朝属江陵府。朱温篡唐后，公安改属荆南节度使管辖，后唐同光三年（公元925年）荆南节度使高季兴据荆、归、峡三州自立为南平王，建都江陵。公安这时为南平国的属县。北宋初年属荆湖北路江陵府，之后，江陵府改名为荆南府。宋高宗建炎四年（1130年）一度将公安县升为公安军，设置镇抚使，但不久后，也就是绍兴五年（1135年）便撤销了公安军，恢复为公安县。

### 明清至今
公安县在明清之时先后属湖广行省、湖广布政司、湖北省荆州府。辛亥革命成功后，中华民国元年（1912年）后属湖北省荆南道，1932年属湖北省第七行政督察专员公署，不久再改由第四行政督察专员公署管辖。1949年后属湖北省荆州专员公署领导，1952年曾短暂分出荆江县，旋即于1955年合并。1968年则属荆州地区革命委员会控制，1978年后属荆州地区行政公署。1996年至今属荆州市管辖。

## 行政区划
公安县下辖14个镇、2个乡：
埠河镇、斗湖堤镇、夹竹园镇、闸口镇、杨家厂镇、麻豪口镇、藕池镇、黄山头镇、孟家溪镇、南平镇、章庄铺镇、狮子口镇、斑竹垱镇、毛家港镇、甘家厂乡和章田寺乡。

## 地理
公安县地处江汉平原，多数地区为平原湖区，仅西南部为平岗与丘陵。其中虎渡河由北向南贯穿全境，将县境分为虎东、虎西两部分。地面平均海拔约为36米。

### 气候
公安县四季分明，属于亚热带季风气候，霜期短，日照长，雨量充沛。年平均气温为16.4℃，其中最热月份为7月，当月平均温度为28.4℃；最冷月份是1月，当月平均温度4℃。年日照时间1857.5小时，无霜期271天。

#### 湿度
年平均绝对湿度为17.2mb。全年变化和气温基本相同，其中最大月为7月份，平均为31.6mb。最小的一个月是1月，平均为6.2mb。相对湿度历年平均值为81%，其中最大月8月 ，达83%，最小月为12月和1月，约为77%。全年中小于80%的月份有12月、1月和2月 。其余月份均小于或等于80%。

#### 天气

##### 降水
年平均降水量1125.2毫米，降水日126天。其中降水最多的月份是6月，平均降水量有173.7毫米；降水最少的则是1月，平均降水量25.1毫米。平均降水在100毫米以上的月份有4月、5月、6月、7月、8月五个月份；降水在50毫米以下为12月、1月和2月。
平均年降雪天数为8.4天，平均初雪日是12月7日，终雪日为3月2日。全年积雪天数5.9天。

##### 干旱
公安属于旱区，历史上曾于清道光、咸丰、同治年间出现过五次特大干旱，在民国时期则有三次。而据1957年至1984年二十八年间的气象资料统计，其间发生小干旱计二十九次，差不多每年一次。

##### 风
全年风向以偏北向和东北风为主，夏季则以南风居多。其中最大风速为3.1米/秒，最小风2米/秒。大风天气平均每年六次，尤以春季为多，秋、冬两季次之，夏季较少出现。历史上，曾于1968年和1971年、1973年出现过三年风卷风。

### 水系
公安县境有大小河流18条，主要河流为长江、荆江、松滋等，皆属于长江水系，当中有4条注入洞庭湖。河道总长为438公里，面积为125平方公里。

### 动、植物
公安县四季分明，适宜植物生长，所以植物资源丰富。其中木竹品种102科，307种；花卉类42科，86属，共204种。
因地形简单，当地野生动物较少。当中兽类约有十种，禽类较多，常见的有雁、燕子、布谷鸟等候鸟。

## 人口
根據第七次人口普查數據，截至2020年11月1日零時，公安縣常住人口747134人。

### 人口结构
当地属汉族人口聚居地，占总人口的99.94%。另有8个少数民族占0.06%，其中以回族人口为多。

### 姓氏
根据1982年的人口普查数据，全县姓氏共有535个，其中前十大姓氏分别为：陈、刘、李、张、王、杨、周、胡、黄、赵，他们占到了总人口的42.41%；这当中又以陈氏居首，占到全县总人口的6.64%。而傍、丙、伯、布、长、巢、宠等71个姓氏人口最少，分别只有一人。

## 方言
公安方言属于北方方言中的西南官话。在历史上以南平口音为代言语音。中华人民共和国建立后，逐渐以县政府驻地所在的斗湖堤口音为代表。

### 音韵

#### 声母
含零声母在内，公安方言共有17个声母：
| 声母 | 读音 | 声母 | 读音 | 声母 | 读音 | 声母 | 读音 |
| ---- | ---- | ---- | ---- | ---- | ---- | ---- | ---- |
| p    | 布别 | p'   | 怕撇 | m    | 门莫 | f    | 冯复 |
| t    | 刀夺 | t'   | 太塔 | n    | 怒勒 |      |      |
| k    | 贵革 | k'   | 开客 | x    | 湖黑 |      |      |
| tɕ   | 精结 | tɕ'  | 前切 | ɕ    | 先席 |      |      |
| ts   | 张质 | ts'  | 昌彻 | s    | 扇粟 |      |      |
| ø    | 乌热 |      |      |      |      |      |      |

#### 韵母
不含自成音节的n和m，共有34个韵母；不计轻声共有阴平、阳平、上声、去声和入声5个声调。

## 经济

### 农业
由于是全国优质稻米商品粮生产基地，当地种植种类以水稻为主，1949年占全县耕地的80%，1962年时占91%。而高粱、粟谷、玉米、荞麦、菜豆、大麦等作物产量较少，仅为小面积种植。作为全国集中的产棉县之一，当地的棉花种植占到旱田总面积的70%，最高年份甚至达到43万亩。其他常见的种植物还有茶叶、油料、麻、水果、药材、烟叶、蔬菜、甜瓜，西瓜和甘蔗。其中茶园面积约1588亩，尤以紫金茶和宝岗茶最为知名，畅销省内外。

### 工业
公安工业在1949年之前以缝纫、木匠、铁匠、漆匠、瓦匠、蔑匠等小手工业为主，他们遍布全县，有“九佬十八匠”、“春木匠、腊裁缝”“打榨熬糖、十里一坊”等说法。1927年开始有了私营电厂，1930年以后又陆续出现了棉花加工厂、榨坊等私营产业。至1949年为止，全县有私营手工业271家。1949年后，开始由政府创办家具厂，到1952年时全县的手工业工石已经发达到了568家。1958年后开始“大办工业”，一时间各种合作工厂、手工业厂、民办工厂和街办、乡办的工厂一哄而起，至1959年已经存在有各种工厂2819家。改革开放以后，当地开始以食品、建材、机械、纺织工业为主，称为“四大支柱”产业。
传统的轻工业为家具生产和酿酒业。其中较知名的品牌有“黄山大曲”。

## 交通
公安“地当南北之冲，水陆交驰，为南北咽喉”，所以有“七省孔道”之称。

### 公路
当地的公路在1949年以前只有一条始建于1934年的洛（阳）韶（关）公路沙（市）东（岳庙）段，由当时的湖北省建设厅沙郑工程段征集公安、江陵两县的民工施工，于当年11月建成。路宽7.5米，全长79公里，于1935年12月正工通车。1985年后，公路增加到了79条，总长度为799.29公里。 207国道、 351国道过境。
1935年，湖北省公路管理局开始南平和东岳庙两地设有汽车站，后因抗日战争爆发，两站同被撤销。1949年后，湖北省公路局沙市事处在埠河、南平等四处设置车站，但在同年7月也被撤销。1985年后，全县开始设有八个汽车站。分别是公安县汽车客运站、南平中心客运站、黄金口汽车站、闸口汽车站、藕池汽车站、埠河汽车站和黄山头汽车站。

### 水运
1985年时，当地有6条水运航道，总长约327.62公里。其中主要有航道为长江航道公安段和虎渡河航道。

#### 港口码头
公安县境河流湖泊众多，有百湖之县的称号。港口的存在促进了当地的手工业和商业的发达。据1932年到1941年的统计，当时共有26个港口，年吞吐量万吨以上的港口有斗湖堤、闸口、南平等七个港口。1949年后，港口数量进一步加到31个。

## 文化

### 公安派文学
公安派是晚明时期由袁宗道、袁宏道、袁中道三兄弟发起的文学流派，其主张是反对由当时的前后七子复古运动。主张文学重性灵、贵独创，所作清新清俊、情趣盎然。同时重视词曲、小说和戏剧等通俗文学。

### 文物古迹
- 王家岗新石器时代遗址：位于南闸区北官乡树窑村附近，属大溪文化居住遗址。[23]
- 陈家岗新石器时代遗址：位于南闸区倪家乡合新村附近，属大溪文化居住遗址。
- 南平文庙：坐落于南平镇中心。
- 孱陵城遗址：位于黄金乡齐居寺村。
- 袁宗道、袁中道合葬墓：位于孟溪区孟溪村荷叶山。
- 邹文盛墓：位于章庄铺乡章庄村，为明嘉靖年间户部尚书邹文盛之墓。
- 袁中郎故里碑：原立于柳浪馆袁中郎故居前，后移至斗湖堤油江河畔。

### 自然景观
- 卷桥水库风景区：位于郑公区东河乡和湖南澧县复兴乡交界处，是以渡漕连接卷桥峪和孙家峪而成，面积约2.4平方公里。
- 黄山风景区：为旧县志所载的“公安八景”之一。黄山位于洞庭湖滨和湖南安乡接壤处，海拔264米，东西长5.5公里，南北宽1.5公里。
- 北闸风景区：又称进洪闸，位于荆江分洪区北端长江入口处的太平口。

## 宗教
公安流行的宗教有佛教、道教等，其中尤以佛教传入历史最久，影响也较大。

### 佛教
佛教自晋太和三年（公元368年）道安和慧远两名僧人在斗湖堤边建安远寺（现称二圣寺）至今已有1600多年的历史。发展至明清之时，已经有寺院50座、庵堂26座、宫阁8座。民国初期，寺院一度遍及全县，之后因为战争和大跃进等原因使多数寺院被毁，以至1985年，全县只剩僧尼6人。

### 道教
道教在当地的兴起始于东晋。在北宋时为复兴期，当时县内有长生、紫霄、洞真、东岳、福星、广德、刻木、悟真、洞神、三清、白云等道观。明清之时则是道教全盛期，至民国初年，已有各种观庙39座之多。但之后因为战争原因令香火中断，道徒四散。中华人民共和国建立后，政府对道徒进行了就业安排。

### 其它宗教
除佛道两种历史悠久的宗教之外。伊斯兰教和天主教两种宗教也有一定程度的流传。其中伊斯兰教是1894年由河南迁入的回族带来，天主教则在明代万历三十一年（公元1603年）传入。

## 特产
公安牛肉：中国地理标志产品。